# كوروكيشي نو كامين
كوروكيشي نو كامين (باليابانية: 黒き死の仮面)، هي لعبة فيديو يابانية من نوع رعب البقاء، صدرت اللعبة في الأسواق اليابانية سنة 1994، وتعمل حصرياً لمنصة 3 دي أو، هذه اللعبة من تطوير هومينغ بيرد سوفت ونشرها شركة باناسونيك لصناعة الإلكترونيات.